# عزلة بني عياش (صعدة)

تعديل مصدري - تعديل

عزلة بني عياش هي إحدى عزل مديرية منبة في محافظة صعدة اليمنية ويبلغ تعداد سكانها 2494 نسمة حسب التعداد السكاني في اليمن لعام 2004.